# В ловушке (фильм, 2010)
«В ловушке» (англ. Strapped) — драма американского режиссёра и сценариста Джозефа Грэхема.

## Сюжет
Безымянный молодой вор-карманник, занимающийся гомосексуальной проституцией, покидает клиента и пытается найти выход из здания. У него ничего не получается и на протяжении всего фильма он блуждает по лабиринтам коридоров, встречая разных людей. Все они оказываются гомосексуалами. Среди них манерный гей в компании своих друзей, балующихся кокаином, а также женатый мужчина, который клянется, что он «не пидор», но тайком пользуется услугами проституток-геев. 
В конце фильма герой знакомится с парнем и испытывает глубокое прозрение, которое обещает навсегда изменить его жизнь.

## В ролях
| Актёр          | Роль    |
| -------------- | ------- |
| Бен Боненфант  | Хастлер |
| Ник Франджионе | Гари    |
| Артем Мишин    | Джон    |
| Майкл Клингер  | Дэвид   |
| Карло Д’Амор   | Леон    |
| Рафаэль Баркер | Джекоб  |